# Фернандо Моријентес
Фернандо Моријентес (шп. Fernando Morientes; 5. април 1976) је бивши шпански фудбалер и национални репрезентативац.

## Каријера
Током каријере је играо за Ливерпул, Монако, Албасете, Реал Сарагосу, Валенсију, Марсељ а највише је наступа сакупио у дресу Реал Мадрида, где је играо између 1997. и 2005. Био је члан екипе када су између 1998. и 2002. три пута освајали Лигу шампиона, а са Монаком је био финалиста 2004. Уз то шпанску Примеру је освајао два пута, са екипом Реал Мадрида.